# Папуга-довгокрил жовтоголовий
Папуга-довгокрил жовтоголовий (Poicephalus flavifrons) — вид папугоподібних птахів родини папугових (Psittacidae). Ендемік Ефіопії.

## Поширення
Цей папуга є ендеміком Ефіопського нагір'я, де трапляється на висоті приблизно 1000–3000 метрів над рівнем моря. Якщо визнаються два підвиди, то номінальний підвид трапляється на високогір'ях навколо озера Тана, а також у центральній Ефіопії, а P. f. aurantiiceps — в південно-західній Ефіопії. Птах живе в лісових середовищах існування.

## Опис
Птах завдовжки близько 28 сантиметрів. Він переважно зелений, верхня частина — темно-зелена, хвіст — оливково-коричневий, а ноги — темно-сіро-коричневі. Обличчя помаранчево-жовте. Коли розпізнаються два підвиди, вважається, що номінант має жовтий колір голови та обличчя, тоді як у P. f. aurantiiceps частина жовтого кольору замінюється помаранчевим. Верхня частина дзьоба коричнево-сіра, а нижня — кістяного кольору, райдужна оболонка помаранчево-червона, а голі очні кільця сірі. Дорослі самці і самки мають ідентичний зовнішній вигляд. Молоді особини тьмяніші, ніж дорослі особини, з переважно сірою головою, коричневими райдужними оболонками і лише невеликою кількістю жовтого кольору на передній частині обличчя, включаючи лоб.